# 拿公庙
拿公庙，是主祀拿公及拿婆的庙宇，主管江河和井水以及导航船只、保佑航行。拿公庙主要分布在福建的闽江流域和泉漳地区，以福州较为盛行。其历史可能始于宋代福建路邵武军的拿口镇，随后又传到闽江下游和福建其他地区。拿公庙的许多香火都来自福州疍民。明清时代随着福建与琉球之间的交流，拿公信仰又传播到琉球群岛，琉球的“如公社”就是一座拿公庙。